# Bethlehemkerk (Zwolle)
De Bethlehemkerk is een voormalige tweebeukige bakstenen hallenkerk aan de Bethlehemkerkplein 35 in de Nederlandse stad Zwolle.

## Geschiedenis
De kerk is rond 1309 gebouwd als kloosterkapel van het Klooster Bethlehem en is daarmee een van de oudste gebouwen van Zwolle. Het kapel bleef gespaard tijdens de Stadsbrand van Zwolle in 1324. Het gebouw werd in het midden van de 14e eeuw uitgebreid met een tweebeukige schip. Tussen 1411 en 1430 kreeg de kerk een nieuw koor. De stenen kruisribgewelven van het schip zijn omstreeks 1535 aangebracht. De met florale en ornamentele motieven beschilderde koorgewelven dateren uit de 14e en 15e eeuw.
Op 22 juni 1958 werd de laatste dienst in de kerk gehouden. De kerk is voor een gulden verkocht aan de gemeente Zwolle, die 50,000 gulden voor het orgel heeft neergelegd.

## Interieur
Het interieur bestaat uit een kansel uit 1641 en een herenbank uit 1773-1774, afkomstig uit de Broerenkerk, en een vermoedelijk 19de-eeuws eikenhouten doophek. Het orgel is in 1826 vervaardigd en is in 1982 gerestaureerd. De grafzerken stammen voornamelijk uit de 16e en 17e eeuw. Diverse leden van het geslacht Van Ittersum zijn hier begraven. De muurschilderingen, die tijdens de restauratie zijn ontdekt, stammen uit de periode 14e - 16e eeuw.

## Rijksmonument
De kerk is een rijksmonument. De Rijksdienst voor het Cultureel Erfgoed geeft de volgende beschrijving van het monument:

Voormalige BETHLEHEMKERK. Tweebeukige bakstenen hallenkerk, waarvan de noordbeuk (XVb) veelhoekig, de zuidbeuk, oorspronkelijk korter doch later verlengd, recht gesloten is. In de zuidmuur drie reliëfs van rode zandsteen. De kerk is in steen overwelfd. Ronde zuilen met lijstkapitelen scheiden de beuken. Orgel uit 1826, G.H. Quellhorst. Het gebouw is niet meer als kerk in gebruik. Refter van het vroegere klooster Bethlehem plm. 1350 gebouwd, talloze malen gewijzigd en 1915-1917 bij restauratie geheel vernieuwd. Orgel met Hoofdwerk en Rugwerk, in 1826 gemaakt door G.H. Quellhorst en C.F.A. Naber.